# KNH神林農事放送局
KNH神林農事放送局は、1957年（昭和32年）、新農村漁村助成事業として、農林省から指定を受け、新潟県村上市に所在していた旧西神納農協・平林農協・神納農協（現JAかみはやし）の、3農協が事業主体となって開局した有線放送電話局である。
2011年（平成23年）3月31日、村上市情報通信基盤整備事業で、FTTH回線が整備されたことによるIP告知端末の供用開始により閉局。54年の歴史に幕を下ろした。

## 放送業務
契約家庭には、スピーカー（岩崎通信機製）が設置されていた。局からの定時放送の他、集落内単位での地区内放送にも対応していた。
定時放送プログラム

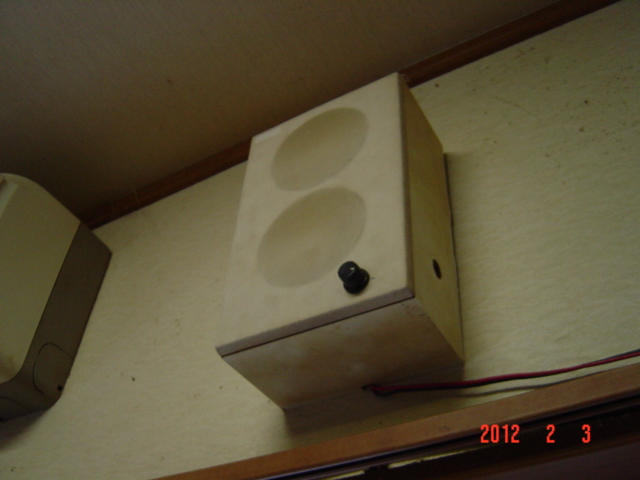
岩崎通信機製スピーカ(IP告知端末用として使用中の画像)

- 5:50 ラジオ（NHK第一放送）の天気予報
- 6:00 放送開始（放送員による日付アナウンス→朝のメロディー）
- 6:40 朝のお知らせ（各種お知らせ→小学生による交通安全標語）
- 11:55 定時放送（WeAreTheWorldとDancingQueenのインストゥルメンタル）
- 12:25 昼のお知らせ
- 18:40 夜のお知らせ（終了後、特別番組を放送する場合あり）
- 21:00 放送終了

定時放送関係は、「お昼のお知らせ」を除くほとんどがページング放送により実施されていた。

## 電話業務
放送開始初期の電話機は、「スピーカーに受話器が付いた様な」共電式電話機（1回線10軒程度接続・秘話無）という設備だったが、1971年（昭和46年）の自動化と共に600型電話機（黒電話）に変更、平成6年の放送設備改修に伴い、岩崎通信機製押しボタン式電話機（アイリーンIW-16）が使用される。

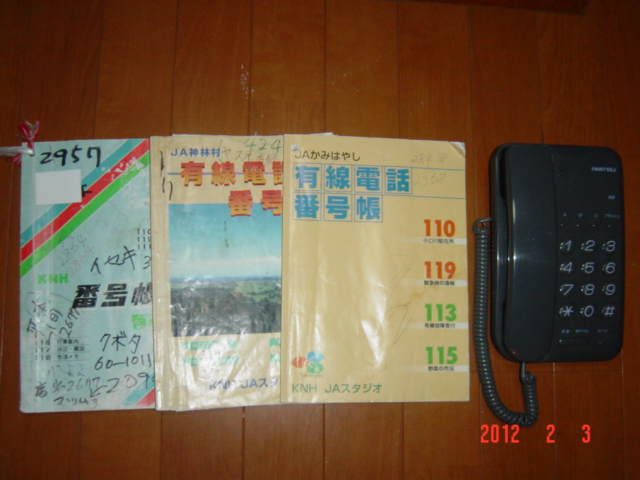
番号帳(左から80年代→90年代中頃→2003年発行)と電話機

契約者には、4桁の電話番号（例:村上市立平林中学校→5181）が割り当てられていた。119は村上市消防本部神林分署、110は村上警察署小口川駐在所に割り当て。115では「野菜の市況」が聴取できた。
先に記述したとおり、1994年（平成6年）の放送設備改修により、ファクシミリやコールウェイティング、転送電話サービスなど、NTT東日本固定電話とも遜色ないサービスが利用できた。
NTT東日本の固定電話、更には携帯電話が普及した21世紀ですら、閉局前まで地区内の連絡には老若男女問わず幅広く利用されていた。

## 沿革
- 1957年（昭和32年） 7月上旬 新農村漁村助成事業の一環として3農協が主体となり「神林村農事放送局」開局。
- 1971年（昭和46年） 全自動クロスバー交換機導入。村内通話自動化完了。
- 1978年（昭和53年） ページング放送導入。
- 1970年代末期 日本電信電話公社回線接続サービス終了。
- 1994年（平成6年） 局舎（JAかみはやし事務所）建て替えに伴い、放送設備・電話設備の更新により、各種サービス（前項参照）・プッシュホン共用開始。
- 2008年（平成20年）4月1日 所在地である神林村が市町村合併により村上市になり、「神林農事放送局」に名称変更。
- 2011年（平成23年）3月31日 21:00の最終放送をもって閉局。

## 災害時の対応
過去、神林村に影響があった災害時にも、有線放送は大きな力を発揮した。
- 昭和38年1月豪雪（三八豪雪）
1963年（昭和38年）1月に発生した豪雪では、住民生活に多大なる影響を引き起こした。
当時は日本電信電話公社回線へ接続している家庭は極少数で、有線放送電話が"唯一の連絡手段"という状況だった。完成して間もない有線電話網も、通信線切断等の被害を受けたが、保守員の尽力により、放送休止には至らなかった。
- 新潟地震
1964年（昭和39年）6月16日13時1分、新潟県粟島南方沖にて、M7.5・最大震度5の地震が発生した。村内では住宅倒壊・塩屋地区での津波被害など発生し、有線放送電話も、前年の豪雪被害からの復旧にもかかわらず、多大なる被害を被った。通信線切断・電信柱の倒壊・放送設備の損壊などの被害が発生したが、当日の夜にはまがりなりにも放送を再開できた。保守員だけでなく女子放送員までもが総出で復旧活動に専念した。"女子放送員もスコップ片手に復旧活動した"というエピソードも残っている。尚、完全復旧まで約2ヶ月を要した。
- 羽越豪雨
1967年（昭和42年）8月26日 - 29日、新潟県下越地方より山形県にかけ被害をもたらした豪雨災害である。村内全体で、死者15名・被災家屋1929戸という甚大な被害をもたらした。当時、局舎の有った神林村今宿地区は最も浸水被害の大きい一帯に位置し、局舎・設備は大きな被害を受けた。
  - 8月28日10時00分　大雨警報を全村放送
  - 17時頃　災害報道に備え、局員全員泊まり込み決定
  - 18時頃　半日近く続く連続放送により、声の出にくくなる放送員続出。尚、不測の事態に備え放送員OBを迎えに行くも、迎えの車が立ち往生するほどの水量となる。
  - 19時頃　電話通話4000通突破(ほとんどが安否確認の通話)、通話記録不可能に。
  - 20時頃　階下に浸水。重要書類を2階に上げる。放送員は皆声が出なくなり、事務員の川崎謙吉氏に放送を交代する。
  - 21時頃　連続放送により放送員並びに、代理の川崎氏含め全員の声が出なくなる。
  - 21時過ぎ　川部集落の女性からの代理放送中、局舎が浸水により危険となる。一切の交換業務・放送業務を放棄。

以上の様な取り組みにより、放送員5名は神林村村長より表彰を受ける。その後、神林村農事放送局としての取り組みを評価され、全国有放協会より表彰を受ける。

その他、2005年（平成17年）12月22日 - 23日にかけ発生した新潟大停電時にも、自家発電装置を用い、復旧まで有線電話・放送共継続することが出来た。
また、2011年（平成23年）3月11日、発生した東日本大震災の際は、NTT固定電話・携帯電話共通話し辛い中で、有線電話だけは通常通り安定した受発信が可能で、各種機関・住民の間でも積極的に使用された。くしくもサービス終了間際に、住民は改めて有線放送電話のありがたみを知る事となった。

## その他
- 正式な局名は昭和40年代を境にほとんど使われず、もっぱら「JA有線」もしくは単純に「有線」と呼称されていた。
- 各放送終了間際に、「ケイ・エヌ・エイチ」と独特のイントネーションで局名を告知していた。
- 村内で火災発生時は、合成音声による消防団向けの出動指令が時間帯に関わらず、大音量で放送された。
- 閉局日には、閉局特別番組が放送された。（歴代の放送員へのインタビューなど）
- サービス終了後、各家庭に設置されていた電話機・スピーカー等の設備はほとんど回収・廃棄されたが、一部家庭ではスピーカーを譲り受け、アンプ等を接続しIP告知端末の外部スピーカーとして利用している様子も見受けられる。